# Collon
Collon (iriska: Collann) är en ort i republiken Irland.   Den ligger i grevskapet Lú och provinsen Leinster, i den nordöstra delen av landet, 50 km norr om huvudstaden Dublin. Collon ligger 138 meter över havet och antalet invånare är 814.
Terrängen runt Collon är huvudsakligen platt, men åt nordväst är den kuperad. Collon ligger uppe på en höjd. Runt Collon är det ganska tätbefolkat, med 86 invånare per kvadratkilometer. Närmaste större samhälle är Drogheda, 11,4 km sydost om Collon. Trakten runt Collon består i huvudsak av gräsmarker.